# Antimisil

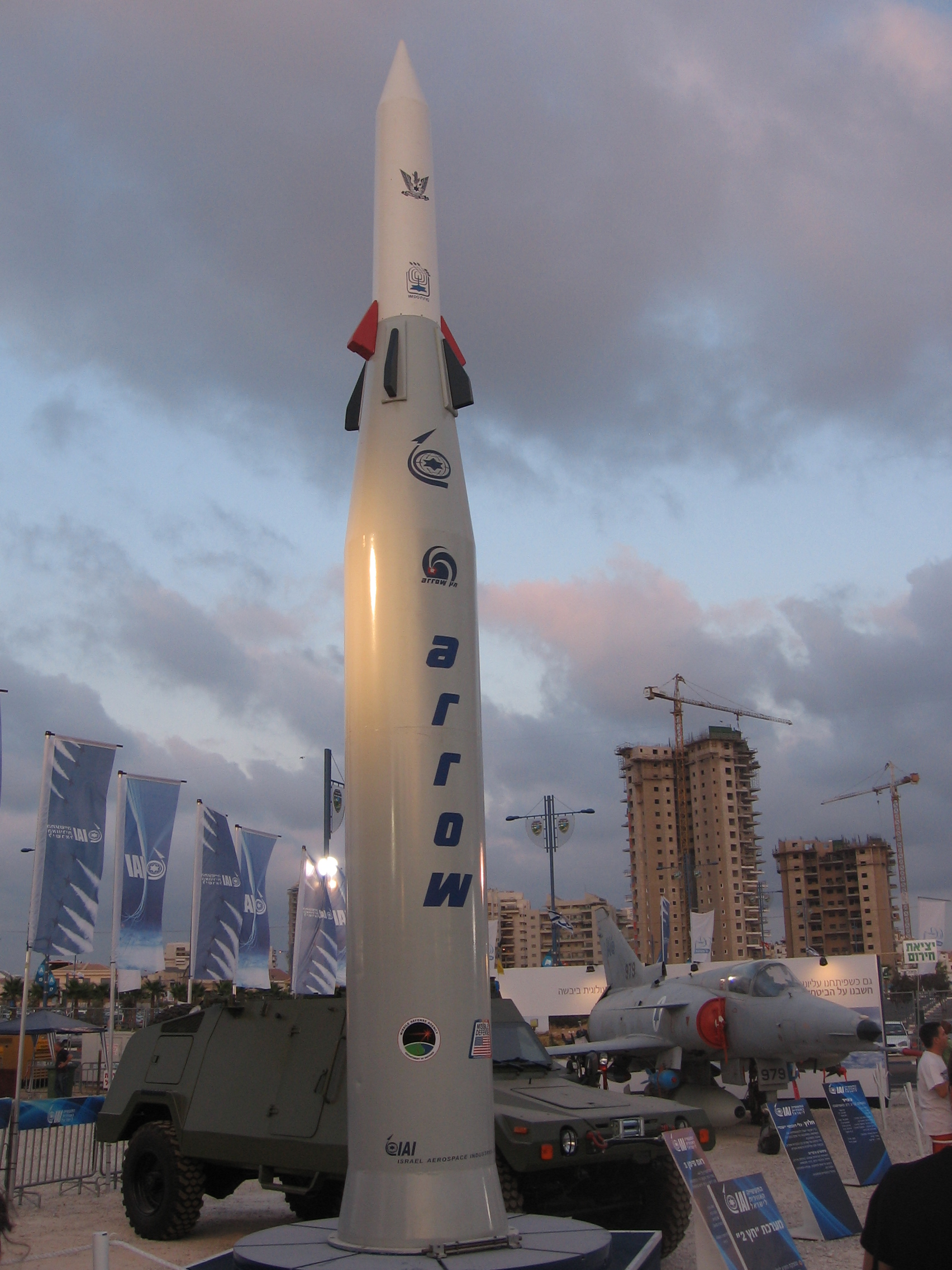
El misil antibalístico Arrow 2

Un sistema antimisil o sistema contramisil es un arma destinada a interceptar misiles enemigos que se encuentran en vuelo, antes de que alcancen su objetivo, sea tropa, unidades o territorio propio. El conjunto de sistemas que implican el lanzamiento y control del misil interceptador, así como el programa de puesta en marcha, se le denomina escudo antimisiles.

## Sistemas antimisil de defensa de punto
Los sistemas antimisiles de defensa de punto tienen como objetivo proteger a una unidad determinada contra los misiles enemigos. Para ello utilizan sistemas ametralladores de alta cadencia de fuego y puntería automática o misiles antiaéreos ligeros de alta aceleración y precisión.

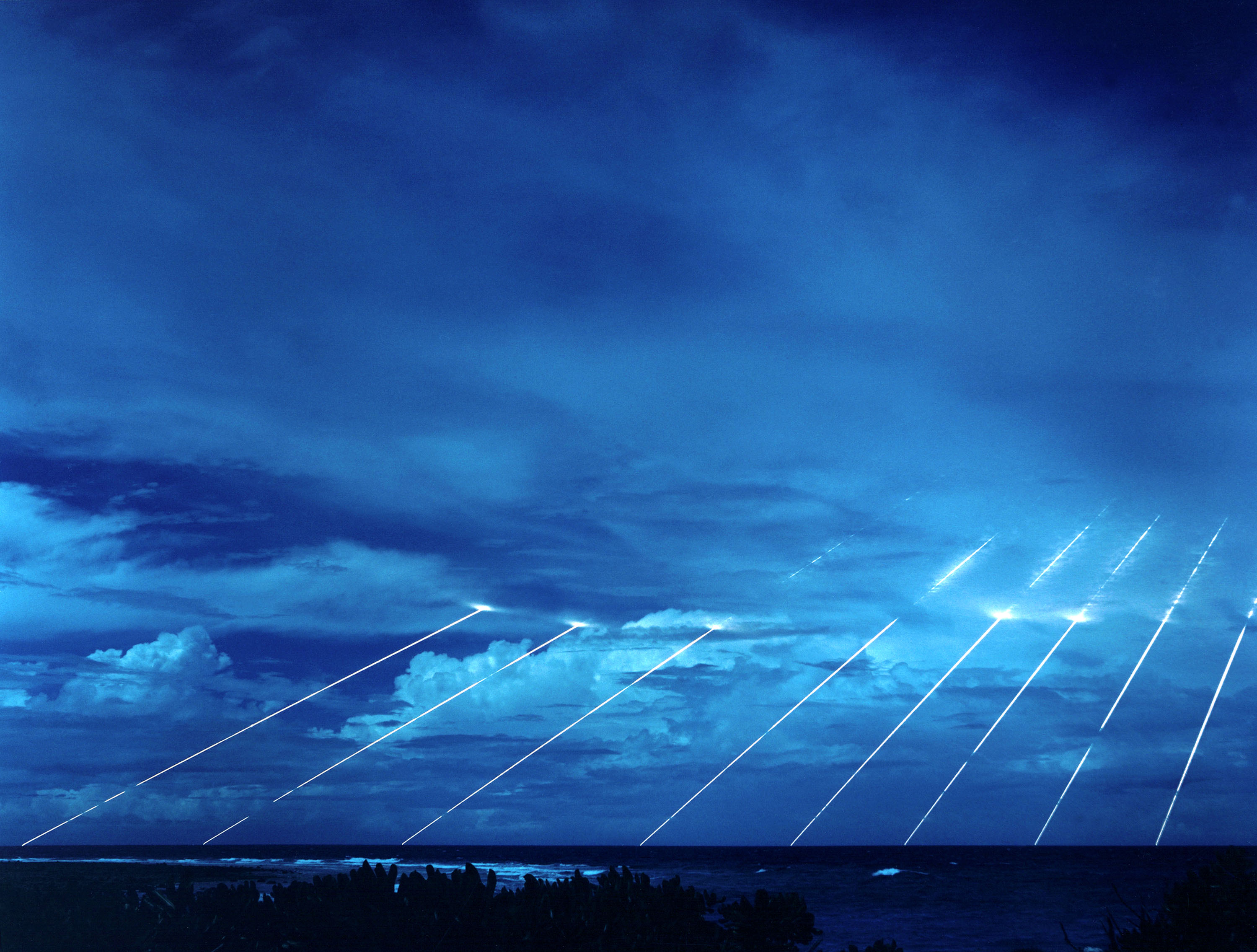
Reentrada de cabezas múltiples guiadas por láser provenientes de un misil Peacekeeper de los Estados Unidos, comparable a los misiles de Rusia.

## Sistemas antimisil de defensa de zona
Los sistemas antimisil de defensa de zona tienen como objetivo proteger un espacio geográfico determinado contra los misiles enemigos. Para ello utilizan a su vez misiles antiaéreos pesados de alta aceleración y precisión.
Un tipo particular de los sistemas antimisil de defensa de zona son los sistemas antimisiles balísticos, que pretenden detener las armas enemigas en el contexto de una guerra nuclear.

## Fiabilidad
La fiabilidad de los sistemas antimisil se ha demostrado muy baja en numerosas ocasiones, incluso cuando actuaban contra misiles obsoletos y dañados. Son contados los casos en que un sistema antimisil ha logrado detener efectivamente a un misil en una situación de conflicto real. Por este motivo y otros, muchos especialistas consideran que los propuestos sistemas antimisiles balísticos son irreales y resultarían inútiles en un conflicto nuclear.
En efecto, existen serias dudas sobre la posibilidad de crear un escudo antimisiles eficaz. Por un lado, nunca un sistema antimisil ha logrado derribar un misil balístico durante una batalla real, al tratarse de una maniobra tecnológicamente muy crítica y con poco tiempo de preaviso, cuyas posibilidades verificables sólo se pueden conocer el día del ataque real, de naturaleza inherentemente impredecible. Por el otro, resulta sencillo modificar las armas atacantes y sus tácticas para dificultar enormemente su intercepción, a un coste muy inferior; esto es especialmente cierto para los misiles más sofisticados, con técnicas especiales entre las que se encuentran:
- Impulsión acelerada, que aleja rápidamente el misil del suelo y de posibles interceptores en la fase de lanzamiento (les «gana» durante el ascenso). Adicionalmente, esto reduce el tiempo de vuelo intercontinental (Rusia-Estados Unidos) de 23 minutos a menos de 20, lo que constriñe además el tiempo de prealerta.
- Rotación incrementada; haciendo rotar el misil, se reduce la eficacia de las armas láser y de haces de partículas al aumentar la dispersión en el punto de impacto (el haz enfoca un punto determinado del misil durante menos tiempo) durante la fase de lanzamiento y primer tramo de vuelo espacial.
- Uso de cabezas MIRV múltiples, que multiplica el número de cabezas a interceptar por un factor entre tres y diez.
- Pronta libranza de las cabezas, para que esta multiplicación se produzca lo antes posible, lejos del alcance de los interceptores en la fase terminal, y antes de que cualquier hipotético sistema de defensa espacial tenga tiempo de reaccionar.
- Cabezas MIRV maniobrables, que complican enormemente las soluciones de intercepción en el espacio exterior, durante la reentrada y en la fase terminal por no tener una trayectoria predecible.
- Uso de blindajes de bajo peso contra láser, haces de partículas, pulso electromagnético y varias formas de metralla.
- Inclusión de señuelos y otras ayudas a la penetración (perturbadores, expansores, chaff, etc).
- Ataque de pulso electromagnético inicial, para dislocar la sociedad atacada y degradar sus sistemas defensivos de fase terminal.
- Ataque de oscurecimiento al inicio de las reentradas, para cegar los sistemas de teledetección y comunicaciones radioeléctricas del defensor en la fase terminal.
- Deriva calculada de las cabezas, atacando el blanco desde puntos periféricos (pero dentro del área de aniquilación), lo que incrementa el volumen de intercepción, multiplica las trayectorias posibles y por tanto dificulta la solución de tiro por varios órdenes de magnitud durante la reentrada y la fase terminal.

La acción combinada de todas estas técnicas y otras más esotéricas resulta en problemas insuperables para los sistemas antimisil de nuestro tiempo y del futuro próximo. Generalmente, se considera que los sistemas antimisil del presente y del futuro próximo sólo serían capaces de derribar las armas de atacantes poco sofisticados.

## Sistema naval
Al final de la Guerra Fría, se estaba construyendo una nueva generación de barcos de combate, conocidos como fragatas misileras, con capacidad para transportar misiles "superficie-superficie" y atacar a otros barcos enemigos, y misiles "superficie-aire", para defender la escuadra naval de ataques aéreos con aviones enemigos y desde el inicio de su diseño fueron equipados con nuevos sistemas de lanzamiento de misiles en forma vertical.
Estos modernos barcos de combate grandes y pesados con más de 4.000 toneladas de desplazamiento, pertenecen a una nueva generación de naves de guerra que superan ampliamente a los barcos anteriores, que combaten con cañones y adaptaciones especiales incorporadas con el paso de los años, para lanzar misiles de corto alcance contra otros barcos de guerra y para la defensa contra aviones bombarderos de ataque naval, que podrían lanzar misiles Aire-superficie contra la escuadra naval. 
Los nuevos barcos misileros tienen capacidad de transportar varios tipos de misiles, ocultos bajo la cubierta de la nave en sistemas de lanzamiento automático, en unos silos verticales y controlados por una estación de batalla, equipada con modernos sistemas de control y pantallas especiales bajo el puente de mando, también pueden interceptar el ataque de misiles navales enemigos lanzados desde otros barcos de guerra, desde la costa y desde aviones bombarderos de ataque naval; recientemente, se están probando nuevos sistemas de misiles de defensa, para poder interceptar misiles ICBM de medio alcance, lanzados por países enemigos en el momento de la entrada atmosférica, desde el mar en aguas internacionales, islas, países aliados y poder interceptar satélites enemigos, en los barcos de guerra pesados Clase Arleigh Burke, Clase Ticonderoga, Clase Álvaro de Bazán, Clase Fridtjof Nansen, Clase Kírov (1980).